# Королевство Галисия
Королевство Галисия (галис. Reino de Galiza, исп. Reino de Galicia) — средневековое государственное образование на юго-западе Европы, которое во время наивысшего расцвета занимало всю северо-западную часть Пиренейского полуострова. Королевство было основано свевским королём Хермерихом около 410 года со столицей в Браге. Галисия была первым королевством, принявшим католичество, и официально чеканила свою монету. После временного господства вестготов (585—711) Галисия вошла в состав Королевства Астурия, которое позже стало Королевством Леон — нового христианского королевства на северо-западе полуострова, временами достигая независимости под властью собственных королей.

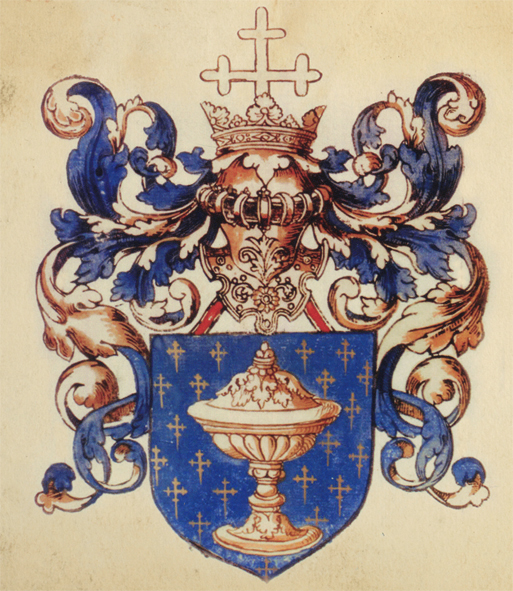
Герб королевства Галисия. Иллюстрация в L´armorial Le Blancq, Национальная библиотека Франции. 1560 год

## Основание (410)

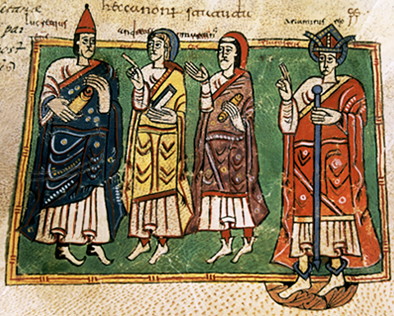
Король Теодемир (возможно, Ариамир) с епископами Лукрецием, Андреем и Мартином.

Королевство как самостоятельное образование появилось в V веке, когда свевы поселились в римской провинции Галлеция. Их король Хермерих, вероятно, заключил договор с римским императором Гонорием, который разрешил им селиться на этих землях. Свевы сделали своей столицей Брагу, заложив тем самым основы государства, позднее ставшего известным как Королевство Свевов, а затем как Королевство Галисия.
Спустя столетие различия между галисийцами и свевами исчезли, что привело к равноправному использованию таких терминов, как Regem Galliciae (Король Галисии), Rege Suevorum (Король Свевов) и Galleciae totius provinciae rex (Король всех галисийских областей), а епископ Мартин Брага титуловался episcopi Gallaecia (епископом Галисии).

## Королевство свевов (410—585)
Королевство Галисия было практически независимым в период с 410 по 585 годы.

### V век
В 410 году Галлеция была разделена между двумя германскими племенами: вандалами, поселившимися в восточных землях, и свевами, которые обосновались в прибрежных районах. Подобно другим варварским племенам, создававшим свои королевства на развалинах Римской империи, свевы были относительно немногочислены. Их число оценивается от 30000 до 100000 человек. Они поселились в основном в регионах вокруг современной северной Португалии и Западной Галисии, в городах Брага и Порту, а затем в Луго и Асторге.
В 419 году началась война между вандалами короля Гундериха и свевским королём Хермерихом. Получив помощь от римлян, свевы заставили вандалов бежать в Бетику в юго-восточной Испании. В отсутствие конкурентов Королевство свевов расширилось, вначале в пределах Галлеции, а затем и в других провинциях Римской Испании.
Из-за ухудшения здоровья Хермерих уступил престол своему сыну Рехиле (438—448), который, продолжая завоевания на юге и на востоке, завоевал Мериду и Севилью, столицы римских провинций Лузитания и Бетика. Рехиле наследовал его сын Рехиар (448—456). Большинство германских племён исповедовали арианский вариант христианства. Рехиар был одним из первых варварских королей, обратившимся в католичество (449). Рехиар женился на вестготской принцессе, а также первый из германских королей начал чеканить монеты. Он продолжал политику дальнейшего расширения на восток. Западно-римский император Авит послал большую армию федератов под руководством вестготского короля Теодориха II, разгромившего армию свевов недалеко от современного города Асторга (456). Рехиар бежал, но был схвачен и казнён (457).
После разгрома и гибели Рехиара появилось несколько претендентов на престол, которые затем разделились на две группы. В 457 году свевы жившие на окраине Галисии провозгласили своим королём Мальдру сына Масилы. Границей между двумя группами была река Минью, вероятно, как следствие расположения населённых пунктов племен квадов и маркоманов, составлявших племенной союз свевов на Пиренейском полуострове. В итоге одна часть страны признала королём Фрамтана, а другая — Мальдру. С войском свевов Мальдра опустошил Лузитанию, убив многих римлян и забрав большую добычу. Фрамтан вскоре умер, и его сторонники избрали Рехимунда (464—469), который примирился с Мальдрой и вместе с ним опустошал Лузитанию. Мальдра же на четвёртом году своего правления был убит собственными людьми. Свевы на севере завоевали Луго. В 465 году Ремисмунд (464—469), который заключил союз с готами-арианами и вновь обратил свой народ в арианство, был признан единственным королём свевов.

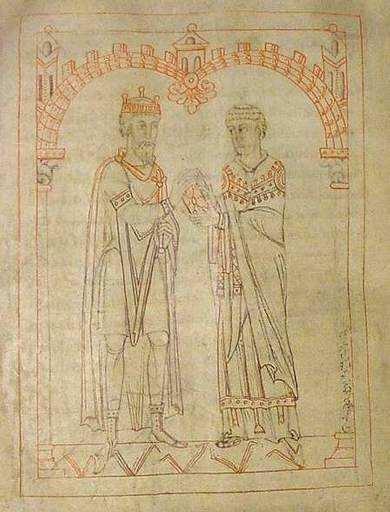
Миро, король Галисии, и Мартин, епископ Браги, обложка рукописи 1145 года. Рукопись Formula Vitae Honestae изначально посвящена королю Миро «самому славному и спокойному, благочестивому, выдающемуся борцу за католическую веру»

### VI век

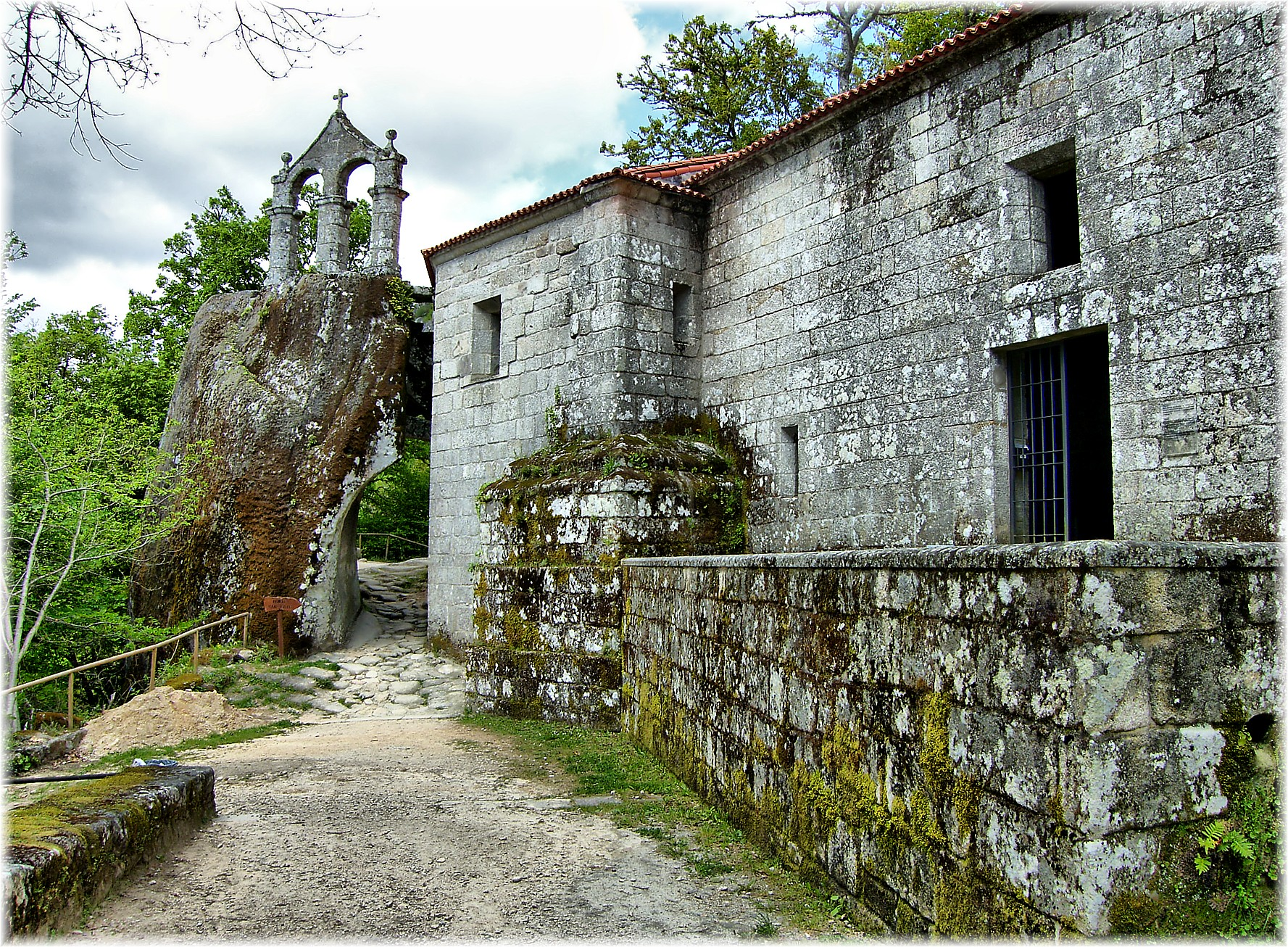
Монастырь Сан-Педро-де-Рокас, Галисия, основанный в 575 году

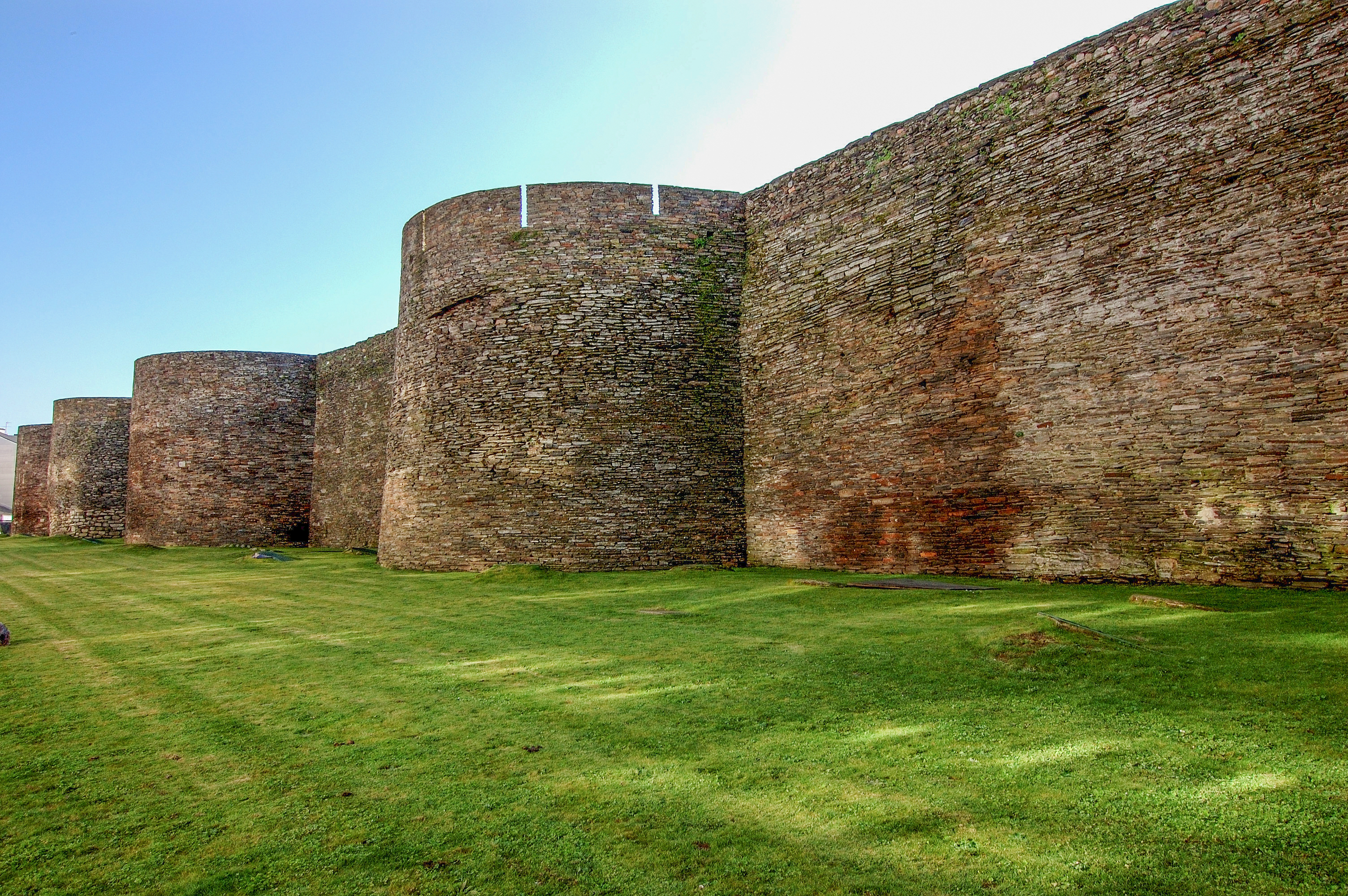
Стены Луго

Очень мало известно о событиях первой половины VI века за отсутствием письменных источников. Королевство свевов появляется вновь в европейской политике по прибытии Мартина Брагского, паннонского монаха, посланного для обращения свевов в ортодоксальное христианство, которое было тогда государственной религией только Византии и франков.
Первый Брагский собор (1 мая 563 года) оформил обращение свевов в православие (католичество как таковое ещё не существовало в 6 веке). Собор, на котором присутствовал король Ариамир (558—566), осудил присциллианство и арианство. Позднее король Теодемир (566—570) ещё увеличил привилегии церкви.
Сын и преемник Теодемира Миро (570—583) пригласил на Второй Брагский собор (1.7.572) всех епископов королевства. 5 из 12 епископов носили германские имена, что свидетельствует о слиянии церковных кругов свевов и римлян.
В 585 году король вестготов Леовигильд вторгся в Галисию. Последний король Аудека (584—585) свергнул своего брата Эборика, и удерживался у власти менее года до захвата страны вестготами в том же году. Дворянин по имени Маларик пытался восстать против вестготов, но был разбит ими.

## Владычество вестготов (585—711)

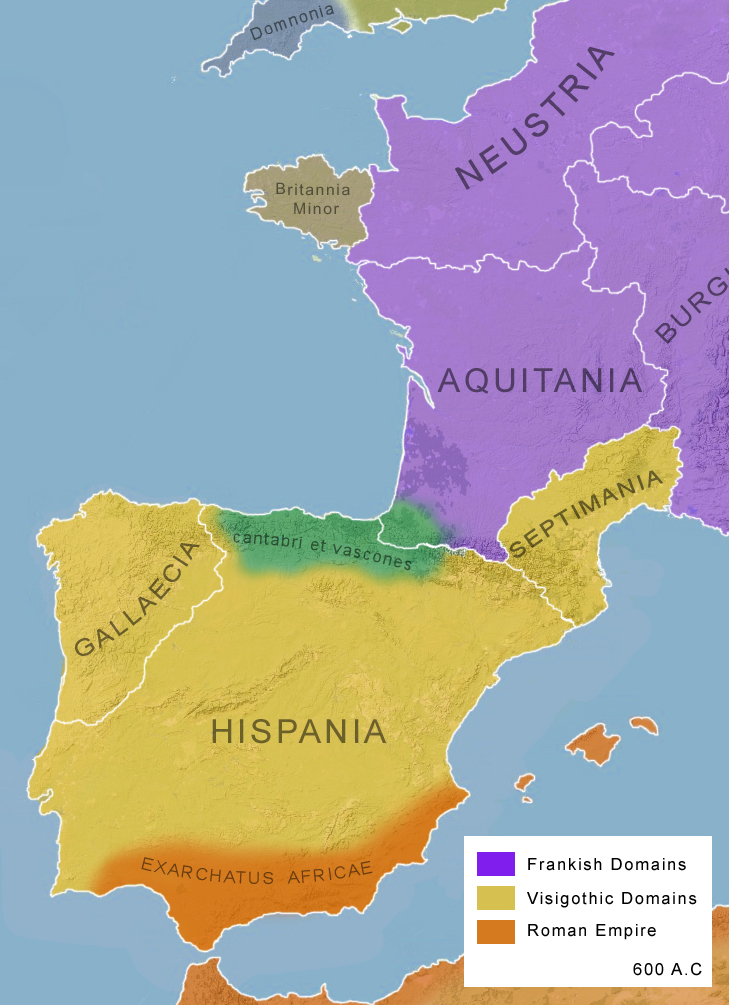
Политическаяя карта юго-западной Европы около 600 года. Три области государства вестготов: Римская Испания, Галлеция и Септимания

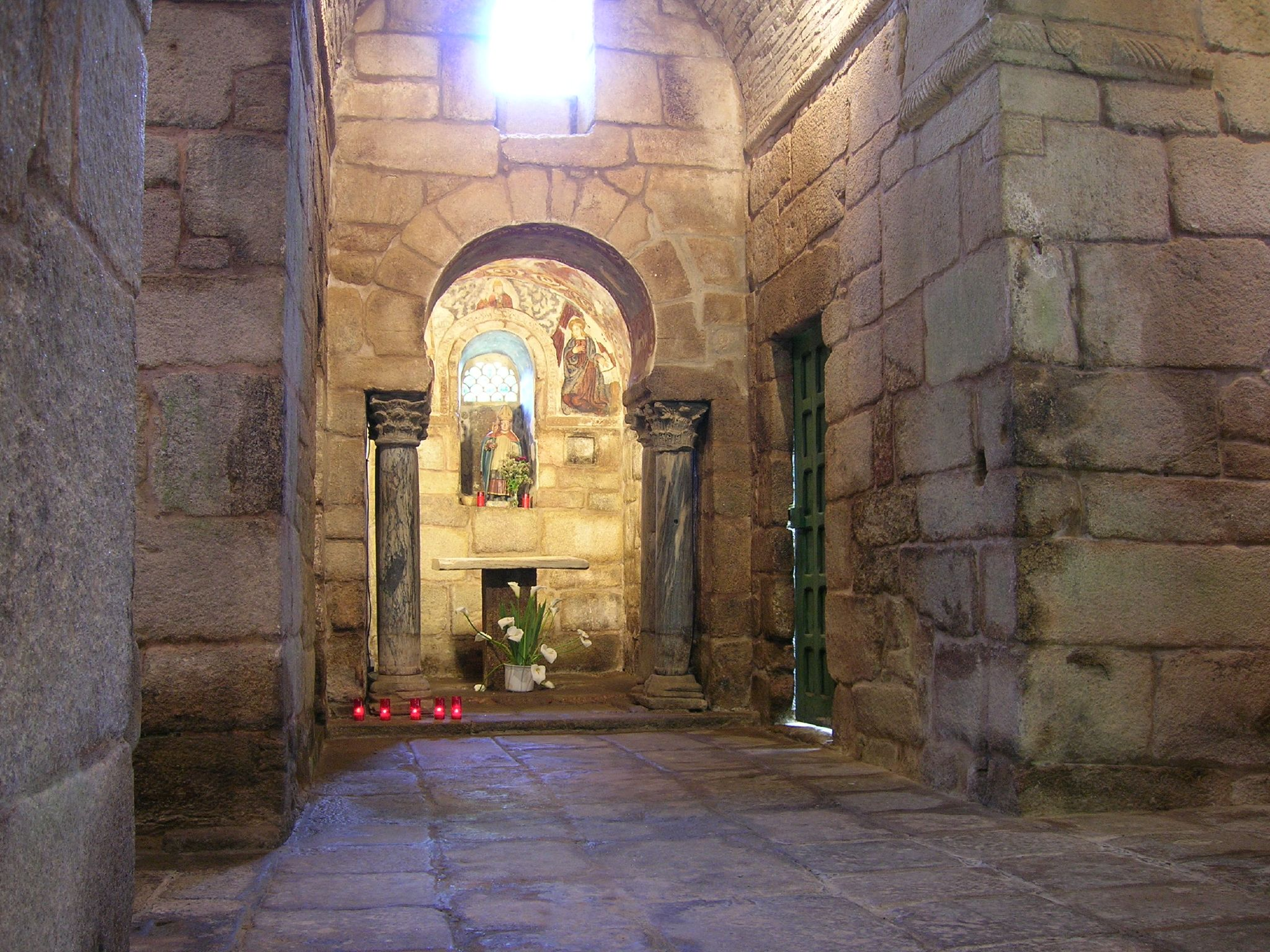
Церковь Санта-Коломна-де-Банде, построенная в VII веке

В 585 году Леовигильд, вестготский король Испании и Септимании, присоединил Галисию, победив короля Аудеку, а затем и претендента на престол Маларика. Таким образом, королевство свевов, в которое были включены большие территории древнеримских провинций Галлеция и Лузитания, стало шестой провинцией вестготского королевства Толедо.
Владычество вестготов в Галисии не разрушило сложившееся общество. Католические епархии сохранились. Однако при Леовигильде были вновь поставлены и некоторые арианские епископы в городах Луго, Порту, Туй, и Визеу. В 589 году король вестготов Реккаред I сам перешел в католичество вместе с готами и свевами.
Территориальное и административное деление унаследованное от свевов было включено в новое государство на том же уровне, однако митрополитство Луго был понижено до епископства. Крестьяне остались на своей земле. Иммиграция вестготов в VI—VII веках была небольшой. Эта преемственность привела к сохранению Галисии как отдельного края в королевстве.
Наиболее заметной фигурой VII века в Галисии был святой Фруктуоз из Браги. Фруктуоз был сыном вестгота Дукса (военного губернатора провинции) и был известен монашескими общинами, основанными им повсюду на западе Пиренейского полуострова, особенно на островах и в труднодоступных горных долинах. Св. Фруктуоз составил два монашеских устава в стиле договорных обязательств. По этим правилам монашеским сообществом управлял аббат под общим руководством епископа (episcopus sub regula). Фруктуоз стал позже аббатом-епископом Думио, самого важного монастыря Галисии. В 656 году он был назначен епископом Браги, главным епископом Галисии, якобы вопреки его желанию.
В монархии вестготов между тем наступил упадок, в значительной мере из-за упадка торговли и резкого сокращения денежного обращения, связанного с мусульманскими завоеваниями в южной части Средиземноморья в начале VIII века. Фруктуоз Брагский осудил общий культурный спад в королевстве и церкви, вызвав недовольство в галисийском духовенстве.
Кризис пришёлся на время короля Эгики (687—701). Монарх назначил своим преемником сына Витицу, хотя короли вестготов считались выборными. Эгика даже выпустил монету с изображением их обоих.
После смерти Эгики Витица перенёс столицу в Толедо (702). После смерти Витицы (710) аристократы возвели на трон Родериха (710—711) в обход сыновей Витицы. Враги Родериха бежали в Африку к мусульманам. В 711 году войско мусульман пересекло Гибралтарский пролив. Христиане были разбиты в сражении при Гвадалете. Это положило начало мусульманскому завоеванию Пиренейского полуострова.

## Средневековье
После поражения готов, в течение нескольких столетий Галисия соединялась с другими соседними областями на основе личной унии. Периоды унии чередовались с краткими периодами отдельного существования королевства Галисия в том случае, если король завещал государство нескольким сыновьям. Северо-запад Пиренейского полуострова включая Галисию, стал основной базой войны за изгнание арабов. Наряду с остальной частью северо-запада, Галисия была освобождена от арабов уже в середине VIII века.

## Позднее Средневековье
Во время правления Фернандо III (1230—1252) началось постепенное снижение влияния Галисии в объединённом государстве. Политика централизации была продолжена во время правления его сына Альфонсо X (1252—1284). Галисия оказалась на периферии разросшегося королевства, которым управляли из Толедо или Севильи, и управляли в основном кастильцы. Королевский двор оставил Компостелу. Началась политика централизации. Несмотря на это, галисийские дворяне и епископы частично сохраняли некоторую автономию от кастильской короны до объединения Испании под властью Католических королей (1470).
Хотя кастильская (Кастилия и Толедо) и леонская (Леон и Галисия) корона принадлежали одному королю, каждая из них, однако, сохраняла свои особенности. Галисия и Леон сохранили свод законов Liber Iudicium и собственный парламент, официальные документы в Галисии продолжали составлять на галисийском, хотя документы от имени королевского двора издавались только на кастильском языке.